# Edgar Julius Jung
Edgar Julius Jung, född 6 mars 1894 i Ludwigshafen, död 1 juli 1934 i Oranienburg, var en tysk jurist och politiker.

## Biografi
Jung inledde sina studier i juridik vid Lausannes universitet 1913. Året därpå anmälde han sig som frivillig i första världskriget, där han nådde löjtnants grad. Efter kriget var han delaktig i störtandet av den bayerska rådsrepubliken. Han återupptog därefter sina juridikstudier vid universiteten i Heidelberg och Würzburg och utexaminerades 1922. År 1924 deltog han i mordet på den pfalziske separatistledaren Franz Josef Heinz, och började sedan verka som advokat i München.
Under Weimarrepubliken var Jung en av den konservativa revolutionens ledande representanter i Tyskland, och var motståndare till såväl parlamentarismen och den liberala demokratin som till nazismen. Efter det nazistiska maktövertagandet 1933 verkade Jung som politisk rådgivare och talskrivare åt Franz von Papen, konservativ vicekansler i Hitlers regering. Han författade det tal von Papen höll i Marburg den 17 juni 1934, där den konservativa kritiken av nazismen uttryckligen formulerades. Detta ledde till att Jung mördades under de långa knivarnas natt två veckor senare.